# Gary Kagelmacher
Gary Christofer Kagelmacher Pérez (Montevideo, 21 aprile 1988) è un calciatore uruguaiano con passaporto tedesco, difensore del Montevideo City Torque.

## Carriera
Prodotto delle giovanili del Real Madrid, ha esordito in prima squadra, passando poi in Belgio. Nel 2012 si accasa al Monaco, dove vince un campionato di seconda divisione francese. In seguito si trasferisce al Valenciennes, restando in Francia, prima di passare al Monaco 1860.

## Palmarès

### Club

#### Competizioni nazionali
- Ligue 2: 1

Monaco: 2012-2013